# 上横野
上横野（かみよこの）は岡山県津山市の大字。郵便番号は708-0801。

## 地理
平成の大合併前の津山市の最北端に当たり、面積もかなり広い。下横野とともに、横野地区とも呼ばれ、大きく分けた高田地区の大半を占める。横野滝、横野和紙で名前が聞かれる。西は鏡野町や市内一宮地区、北は加茂地区、東は加茂地区及び高田地区大篠、下横野に接する。

### 河川
- 横野川 - 横野滝[4]の３瀑布を地内に有する。
- 大河内川

## 歴史

### 沿革
- 1672年 - 横野村が上横野村、上横野村奥谷分（奥谷村）、下横野村に分村。
- 江戸後期 - 上横野村が上分、下分に分村。
- 1872年 - 上横野村上分、上横野村下分、上横野村奥谷分が合併、上横野村となる。
- 1889年6月1日 - 町村制施行に伴い、東北条郡上横野村が同郡大篠村、下横野村と合併し、高田村となる。上横野村は高田村大字上横野となる。
- 1900年4月1日 - 東北条郡が東南条郡、西西条郡、西北条郡と合併し、苫田郡となる。
- 1954年7月1日 - 高田村が周辺の9村とともに津山市へ編入され、上横野は津山市の大字となる。

## 世帯数と人口
2021年（令和3年）1月1日現在の世帯数と人口は以下の通りである。
| 町丁   | 世帯数  | 人口  |
| ------ | ------- | ----- |
| 上横野 | 379世帯 | 928人 |

## 小・中学校の学区
市立小・中学校に通う場合、学区は以下の通りとなる。
| 番地 | 小学校             | 中学校             |
| ---- | ------------------ | ------------------ |
| 全域 | 津山市立高田小学校 | 津山市立北陵中学校 |

## 交通

### 鉄道
地内に鉄道は通っていない。

### 道路
- 岡山県道68号津山加茂線
- 岡山県道345号上横野兼田線
- 岡山県道476号横野滝線
- 岡山県道478号大田上横野線

## 施設
- 津山中継局
- 上横野農村公園
- 高田神社
- 多福寺 - 天台宗の仏教寺院。山号は寶壽山。
- 新龍寺 - 天台宗の仏教寺院。